# Dobřeň
Dobřeň (německy Dobrzin) je obec v okrese Mělník na severu Středočeského kraje. Rozkládá se asi sedmnáct kilometrů severně od Mělníka. Včetně částí Jestřebice, Klučno, Střezivojice a Vlkov v obci žije 168 obyvatel. Zástavba vsi s řadou cenných příkladů německé lidové architektury je od roku 1995 chráněna jako vesnická památková rezervace.

## Historie
První písemná zmínka o vesnici pochází z roku 1402.
V obci se natáčela scéna filmu Spider-Man: Daleko od domova.

### Územněsprávní začlenění
Dějiny územněsprávního začleňování zahrnují období od roku 1850 do současnosti. V chronologickém přehledu je uvedena územně administrativní příslušnost obce v roce, kdy ke změně došlo:
- 1850 země česká, kraj Mladá Boleslav, politický okres i soudní okres Dubá[4]
- 1855 země česká, kraj Mladá Boleslav, soudní okres Dubá
- 1868 země česká, kraj Česká Lípa, politický i soudní okres Dubá
- 1939 Sudetenland, vládní obvod Ústí nad Labem, politický i soudní okres Dubá[5]
- 1945 země česká, správní i soudní okres Dubá[6]
- 1949 Liberecký kraj, okres Doksy[7]
- 1960 Středočeský kraj, okres Mělník
- 2003 Středočeský kraj, okres Mělník, obec s rozšířenou působností Mělník

### Rok 1932
V obci Jestřebice (přísl. Klučno, 361 obyvatel, samostatná obec se později stala součástí Dobřeně) byly v roce 1932 evidovány tyto živnosti a obchody: jednatelství, kartáčník, řezník, dva hostince, tři obchody se smíšeným zbožím, obchod se zemskými plodinami, rolník, nákladní autodoprava, čtyři obchody s ovocem, kovář, krejčí, tři obuvníci, trafika, kolář, výroba cementového zboží.

## Přírodní poměry
Vesnice stojí v chráněné krajinné oblasti Kokořínsko – Máchův kraj. Do východní části katastrálního území Dobřeň zasahuje přírodní rezervace Kokořínský důl.

## Obyvatelstvo
Při sčítání lidu v roce 1921 ve vsi žilo 147 obyvatel (z toho 68 mužů), z nichž bylo patnáct Čechoslováků a 132 Němců. Kromě pěti evangelíků a jednoho člena nezjišťovaných církví byli římskými katolíky. Podle sčítání lidu z roku 1930 měla vesnice 128 obyvatel: patnáct Čechoslováků a 113 Němců. Většina se hlásila k římskokatolické církvi, ale žilo zde také šest evangelíků a jeden člověk bez vyznání.

## Části obce
- Dobřeň
- Jestřebice
- Klučno
- Střezivojice
- Vlkov

## Doprava
- Pozemní komunikace – Do obce vedou silnice III. třídy.
- Železnice – Železniční trať ani stanice na území obce nejsou.
- Autobusová doprava (2012) – Z obce vedly autobusové linky např. do těchto cílů: Kokořín, Liběchov, Mělník, Praha.
- Cyklistika – Územím obce vedou cyklotrasy č. 0011 Na Dole – Šemanovický důl – Dobřeň a č. 0012 Vojtěchov – Dobřeň – Vidim – Tupadly – Malý Hubenov.
- Pěší turistika – Územím obce vedou turistické trasy:
  - modře značená trasa Nedvězí – Dražejov – Střezivojice – Planý důl – Vojtěchov
  - žlutě značená trasa Střezivojice – Kardinál – Zbrázděný vrch – Ráj
  - zeleně značená trasa Konrádov – Planý důl – Dobřeň – Vidím
  - modře značená trasa Pokličky – Jestřebice – Vidím – Chudolazy
  - zeleně značená trasa Kokořín – Nedamy – Jestřebice – Vojtěchov
  - žlutě značená trasa Jestřebice – Kostelíček – Truskavenský důl

## Pamětihodnosti
- Kaplička
- Krucifix, skalní reliéf
- Sýpka